# Beinwil
Beinwil es una comuna suiza del cantón de Soleura, ubicada en el distrito de Thierstein. Limita al norte con las comunas de Erschwil, Meltingen y Nunningen, al este con Lauwil (BL) y una parte de Mümliswil-Ramiswil, al sur con Mümliswil-Ramiswil y Aedermannsdorf, y al oeste con Schelten (BE), Mervelier (JU) y Val Terbi (JU).

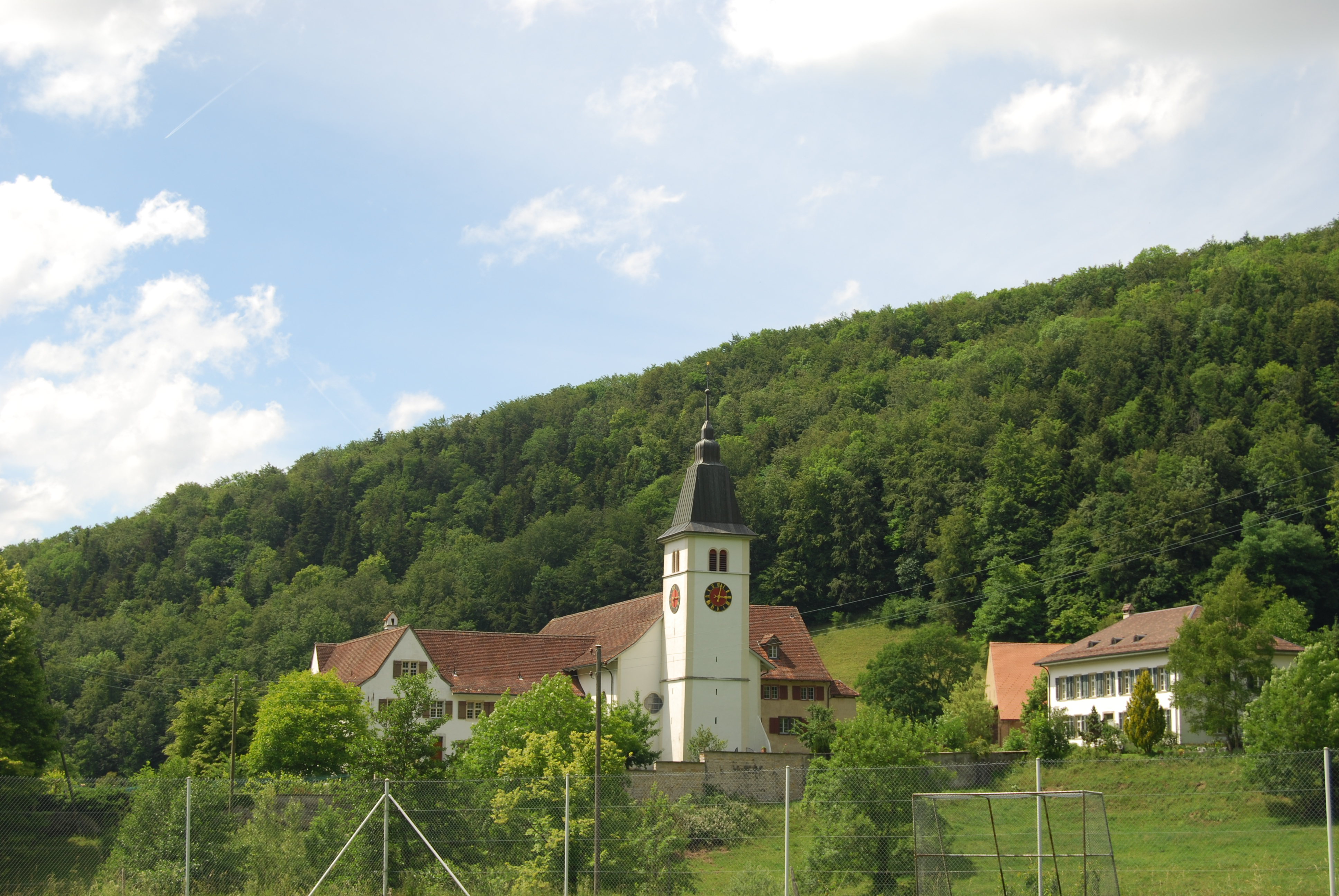
Monasterio de Beinwil